# 서정화 (1939년)
서정화(徐廷華, 1939년 8월 20일 ~ 2021년 4월 10일)는 대한민국의 정치인이다.

## 주요 이력

### 경력
- 경일섬유 주식회사 대표이사 사장
- 민주정의당 당무위원
- 민주정의당 훈련국 국장
- 민주정의당 기획조정국 국장
- 민주정의당 조직국 국장
- 민주정의당 연수원 예하 부원장
- 제12대·13대 국회 재무예결위원
- 국회 건설위원회 간사
- 인천고동문장학회 회장
- 민주자유당 당무위원 겸 원내수석부총무
- 신한국당 당무위원

### 학력
- 인천동명국민학교 졸업(1952년)
- 동인천중학교 졸업(1955년)
- 인천고등학교 졸업(1958년)
- 육군사관학교 19기 문학사(1963년)
- 육군보병학교 수료(1964년)
- 육군포병학교 수료(1965년)
- 연세대학교 행정대학원 행정학 석사 수료(1973년)
- 서울대학교 행정대학원 행정학 석사 수료(1976년)

## 역대 선거 결과
|  | 35.25% |

|  | 46.94% |

|  | 45.44% |

|  | 49.08% |

|  | 28.50% |

## 같이 보기
- 대한민국 제12대 국회의원 선거 민주정의당 후보 목록#전국구
- 중구·동구 (인천 선거구)
- 중구·동구·옹진군
- 인천 중구의 국회의원
- 인천 동구의 국회의원
- 인천 옹진군의 국회의원